# Hans Hopf
Hans Hopf (ur. 2 sierpnia 1916 w Norymberdze, zm. 25 czerwca 1993 w Monachium) – niemiecki śpiewak operowy, tenor.

## Życiorys
Śpiewu uczył się w Monachium u Paula Bendera i w Oslo u Rangvalda Bjärnego. Zadebiutował na scenie w 1936 roku w Monachium jako Pinkerton w Madame Butterfly Giacomo Pucciniego. Początkowo występował jako tenor liryczny, później przekształcił swój głos w tenor bohaterski. Związany był z teatrami operowymi w Augsburgu (1939–1942), Dreźnie (1942–1943), Oslo (1943–1944) i Berlinie (1946–1949). Od 1949 do 1988 roku związany był z monachijską Bayerische Staatsoper. W 1951 roku wystąpił jako solista w IX symfonii Ludwiga van Beethovena pod batutą Wilhelma Furtwänglera na inauguracji pierwszego powojennego festiwalu w Bayreuth. W 1952 roku wystąpił jako Walther von Stolzing w Śpiewakach norymberskich Richarda Wagnera na deskach Metropolitan Opera w Nowym Jorku. Gościnnie występował w mediolańskiej La Scali, londyńskim Covent Garden Theatre i Opéra de Paris. Od 1954 roku regularnie gościł na festiwalu w Salzburgu.
Do jego popisowych ról należały: Florestan w Fideliu, Max w Wolnym strzelcu, Cesarz w Kobiecie bez cienia oraz tytułowe partie w Parsifalu, Tristanie i Izoldzie, Tannhäuserze i Otellu.